# استاکس اروپا ۶۰۰
استاکس اروپا ۶۰۰ (انگلیسی: STOXX Europe 600) شاخص بازارهای بورس لندن، بورس پاریس، بورس فرانکفورت و بورس سیکس سوئیس است، که در سال ۱۹۹۸ راه‌اندازی شد و هم‌اکنون از ۶۰۰ شرکت دارای بالاترین میزان ارزش بازار سرمایه، تشکیل می‌شود.